# Kazimierz Orzeł
Kazimierz Orzeł (ur. 26 sierpnia 1943 w Bujne) – polski lekkoatleta, maratończyk, olimpijczyk.
Reprezentant klubu GKS Jaworzno. Dwukrotny mistrz Polski w maratonie w latach 1976 i 1977. Uczestnik Igrzysk Olimpijskich w 1976 w Montrealu. Bieg olimpijski ukończył na 15. miejscu w stawce 67 startujących z czasem 2:17:43,4. 
- Rekord życiowy: 2:13:19 (1976)